# Kruh 2
Kruh 2 (v anglickém znění The Ring Two) je americký psychologický horor z roku 2005 režiséra Hideo Nakaty. Jedná se o sequel hororového snímku Kruh z roku 2002, kterého předlohou byl stejnojmenný román japonského spisovatele Kodži Suzukiho.

## Herecké obsazení
| Naomi Wattsová          | Rachel Kellerová, novinářka     |
| Daveigh Chase           | Samara Morganová                |
| Kelly Stables           | zlá Samara                      |
| David Dorfman           | Aidan Keller                    |
| Simon Baker             | Max Rourke, novinář             |
| Elizabeth Perkins       | dr. Emma Temple, psychiatrička  |
| Sissy Spacek            | Evelyn, biologická matka Samary |
| Ryan Merriman           | Jake                            |
| Emily VanCamp           | Emily                           |
| Mary Elizabeth Winstead | mladá Evelyn                    |
| Marilyn McIntyre        | matka Emily                     |
| Cooper Thornton         | otec Emily                      |
| James Lesure            | doktor                          |
| Kelly Overton           | Betsy                           |
| Gary Cole               | Martin Savide                   |

## Děj
Cirka 6 měsíců po událostech z prvního dílu se Rachel Kellerová se svým synem Aidanem přestěhuje ze Seattle do pobřežního městečka Astoria v Oregonu. Tady začne pracovat v místním deníku Daily Astorian pro Maxe Rourka. Ve městě zemřou mladí lidé, Rachel vyděsí, když zjistí, že mají stejně znetvořené obličeje jako předchozí oběti vražedné videokazety. Na policii se jí podaří promluvit s dívkou, která byla u smrti chlapce, a ta jí prozradí, kde najde videokazetu. Jakmile ji Rachel získá, spálí ji.
Aidan má podivný sen, v němž jej Samara vtahuje do televizní obrazovky. Začíná trpět podchlazením a jeho tělo je pokryto modřinami. Na výletě na venkově jej vyleká Samara stojící v rohu na záchodcích, Aidan vyfotografuje sebe v zrcadle se Samarou stojící za ním. Při zpáteční jízdě je automobil s Rachel a Aidanem napaden jeleny. V jejich domě se začínají objevovat podivná znamení (např. silueta hořícího stromu z videokazety, poltergeist atp.). Rachel se s nemocným Aidanem nastěhuje k Maxovi.
Max naléhá na umístění Aidana do nemocnice, ale Rachel si je vědoma nadpřirozené povahy jeho obtíží a obává se, že zde klasická medicína nic nezmůže. Když Rachel dává Aidanovi horkou koupel pro zahřátí, paranormální jev způsobí, že vidí Samaru. Max Rourke vstoupí do koupelny a spatří Rachel, jak se pokouší Aidana utopit. Přes její protesty ho zaveze do nemocnice.
Modřiny na chlapcově těle vzbudí pozornost nemocničního personálu, zejména psychiatričky dr. Emmy Temple, která Rachel podezírá z šikany dítěte. Zakáže jí dočasně se stýkat s Aidanem. Zoufalá Rachel se vydává na farmu Morganových, aby poodkryla více z minulosti Samary. Ví, že nebyla jejich biologickou dcerou, a nalezne její skutečnou matku Evelyn. Evelyn žije v psychiatrickém zařízení, a když se jí Samara narodila, pokusila se ji utopit. Mezitím se Samara zmocní v nemocnici Aidanova těla a psychickým působením donutí doktorku Temple spáchat sebevraždu. Poté opustí nemocnici a vrátí se do Maxova domu.
Rachel žádá o radu, co dělat se Samarou, Evelyn jí doporučí, aby vždy poslouchala své dítě. Max se vrátí domů a nalezne tady Aidana (respektive Samaru v jeho těle). Když dorazí i Rachel, najde v autě mrtvého a znetvořeného Maxe. Ví, co to znamená, ale neví, jak se má zachovat.
Nakonec Aidanovi/Samaře nachystá jídlo, do kterého přidá uspávací prostředek. Když dítě usne, vezme jej do koupelny, kde jej topí ve vaně. Duch Samary opouští jeho tělo a Rachel je schopna Aidana vzkřísit. Samara se pokouší vrátit zpět přes televizní obrazovku. Vtáhne Rachel do studny ve světě na videokazetě. Rachel se přesvědčí, že poklop od studny je stále pootevřený a začne se škrábat nahoru. Když se nachází zhruba v půli cesty, z vody se vynoří Samara a začne ji pronásledovat. Jde jí to snadno, pohybuje se zvláštním způsobem, jak by to člověk nedokázal. Chytne Rachel za nohu, ta ji setřese a Samara spadne dolů. To ji neodradí a opět leze nahoru, přičemž zakřičí „mami!“. Rachel odpoví, že není její matka, přisune poklop a odřízne Samaře cestu ze studny.
Pak se v černobílém světě videokazety vydává k útesu, kde slyší Aidanovo volání zespod. Stejně jako Anna Morganová na snímku vrhne se i Rachel dolů. Probere se v pokoji s Aidanem, kde ji syn obejme a řekne jí „mami“. Rachel jej požádá, aby ji oslovoval jen křestním jménem, jako to dělal doposud. 